# 迈克·柯伦
迈克·柯伦（英語：Mike Curran，1944年4月14日—），美国男子冰球运动员，场上位置是守门员。他曾代表美国国家队参加1972年冬季奥林匹克运动会冰球比赛，获得一枚银牌。